# Bandiera di Andorra
La bandiera di Andorra fu adottata nel 1971. Il disegno consiste in tre bande verticali, i colori sono blu (lato dell'asta), giallo e rosso, con al centro lo stemma di Andorra. La bandiera è basata su quella della Francia con i colori della bandiera della contea di Foix.

## Bandiera

### Storia
Nel 1278 fu siglato un accordo tra il Vescovo di Urgelo, oggi Spagna, ed il Conte di Foix, oggi Francia, che dava ad entrambi la sovranità su di una piccola comunità, situata nei Pirenei, tra i loro domini. Di conseguenza, lo stemma di Andorra incorporò i loro simboli: la mitra e il pastorale del vescovo, lo scudo giallo con quattro barre rosse della Catalogna, regione della Spagna, e le due mucche rosse di Béarn, Francia, completano il disegno. In basso c'è il motto latino "Virtus unita fortior" ("La forza unita è più forte"). Un'incisione secolare di questo stemma appare sul muro esterno dell'edificio del parlamento nazionale, noto come Consiglio generale.
Nella prima metà del XIX secolo, Andorra aveva come bandiera due bande verticale, di colore giallo e rosso. Si dice che la bandiera nazionale attuale risalga al 1866, ma la prima autorità legale per essa è sconosciuta. Le prime versioni avevano spesso strisce orizzontali anziché verticali e i privati cittadini di solito sventolavano la bandiera senza lo stemma al centro. Il disegno è stato standardizzato nel luglio 1993, quando Andorra è entrata a far parte delle Nazioni Unite. Le bandiere dei vicini di Andorra, Francia e Spagna, non possono essere ignorate come possibili influenze per i tre colori della bandiera. La bandiera spagnola ha strisce orizzontali rosso e giallo, mentre il tricolore francese ha strisce verticali blu, bianco e rosso. Secondo la Costituzione del 1993, il Vescovo spagnolo di Urgel e il Presidente della Francia rimangono i Coprincipi, ovvero capi di stato di Andorra, sebbene i loro ruoli siano ora in gran parte cerimoniali .

### Proporzioni e misure
La bandiera ha proporzioni 7:10 ed è formata da tre bande tricolori verticali. Le dimensioni delle bande verticali non sono identiche, dato che la centrale è leggermente più grande delle due laterali, tra loro invece uguali.
Le giuste proporzioni degli elementi sono schematizzate in questa illustrazione:

## Bandiere storiche

### Bandiera d'Andorra

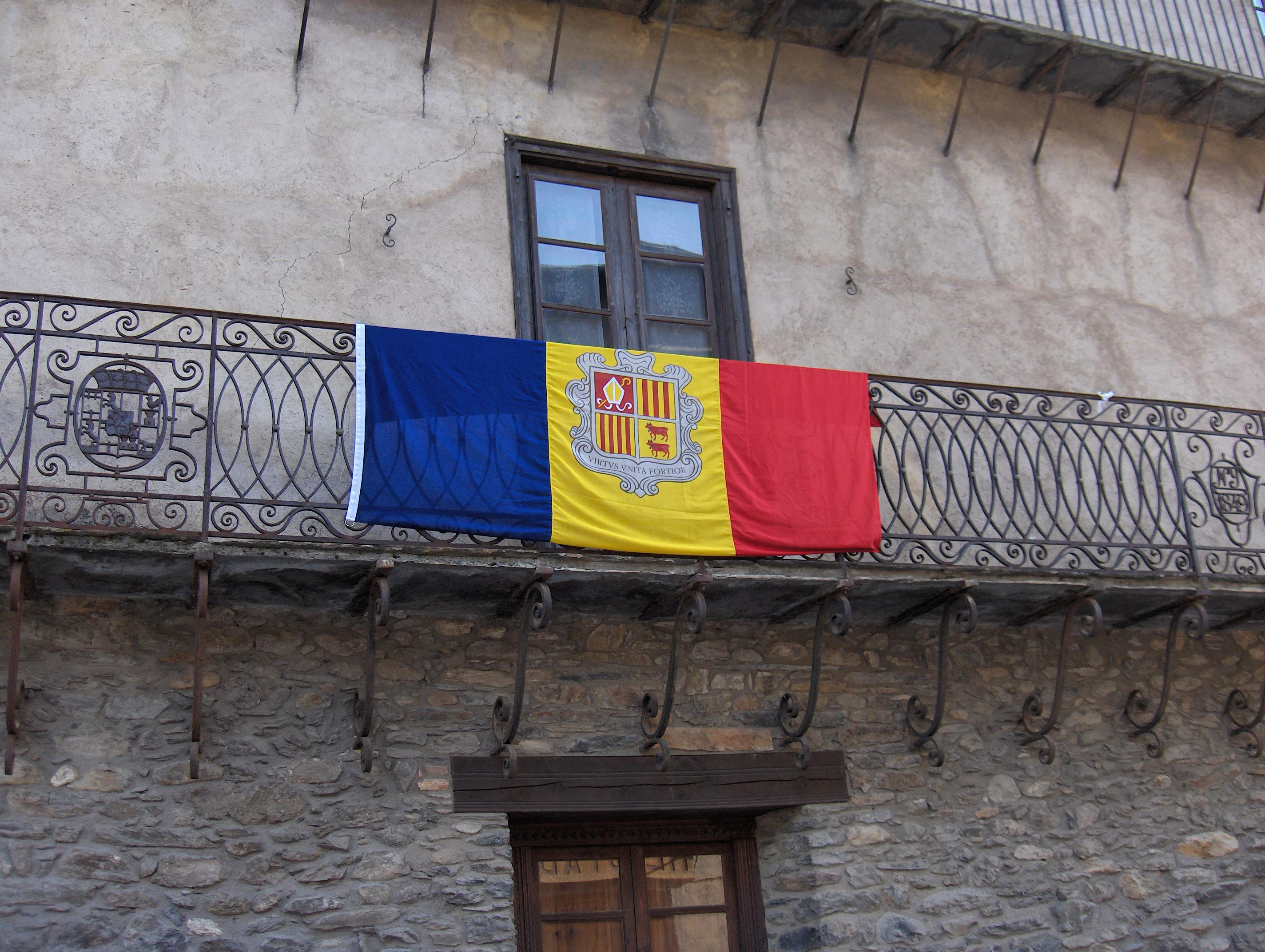
Bandiera andorrana in un balcone di Ordino

(1806-1866)
(1866 - 1939)
(Fine XIX secolo - 1930s)
(1939 - 1949)
(1949-1959)
(1959–1971)

## Bandiere simili
- Romania
- Ciad
- Moldavia